# Litopon
Litopon (även Griffiths vitt, täckvitt eller täckzink), Pigment White 5 (C.I. 77115), är ett vitt pigment som tidigare använts i målarfärg. Pigmentet är en blandning av bariumsulfat (BaSO4) och zinksulfid (ZnS). Det kan användas i alla bindemedel utom kalk och har relativt stor täckförmåga, som ökar med halten av zinksulfid.
Litopon kan i en vidare definition även beteckna varje målarfärg där bariumsulfat används som fyllnadsmedel. Ett exempel är kadmiumfärger som kallas litoponer om de innehåller bariumsulfat, till skillnad från koncentrerade kadmiumfärger (utan bariumsulfat).

## Framställning
Litopon framställs genom att tillsätta bariumsulfid (BaS) till en lösning av zinksulfat (ZnSO4), varefter den tvättas, torkas, blandas med ammoniumklorid (salmiak; vanligen 3 % tillsats) och glödgas utan lufttillträde. Medan massan ännu är varm hälls den i vatten, torkas åter och mals. Genom denna glödgningsprocedur får pigmentet bättre täckförmåga.

## Historik
Litopon upptäcktes vid mitten av 1800-talet och kom ut i handeln omkring 1870. Vid 1920-talets början hade tillverkningsmetoden förbättrats, varpå användningen tog fart. Det var billigare än zinkvitt och mottogs inledningsvis som en lämplig ersättning för det giftiga pigmentet blyvitt. Förhoppningarna om dess hållbarhet och ljusäkthet infriades dock inte, och litopon kom aldrig all slå ut zinkvitt. Under 1900-talets första hälft var det dock ett av de viktigaste vita pigmenten för inomhusmålning, men sällan i färdigstrykningsfärg. Numera används det mycket litet inom byggnadsmåleriet.